# Внук, Томаж
Томаж Внук (словен. Tomaž Vnuk; род. 11 апреля 1970, Любляна) — югославский и словенский хоккеист.

## Биография
Томаж Внук начал профессиональную карьеру в молодёжных командах клуба «Олимпия» Любляна. В сезоне 1987/88 дебютировал в высшей лиге Югославии. В 1991 году сыграл 7 матчей в группе B чемпионата мира за сборную Югославии. С 1993 по 2004 год выступал за Словению, забил 171 шайбу в официальных матчах, что является рекордом для сборной. За «Олимпию» провёл 14 сезонов, играл также в Австрии за «Фельдкирх» и «Филлах». С 2007 по 2009 год — капитан «Олимпии». Карьеру закончил в 2010 году.
В составе сборных Югославии и Словении суммарно принял участие в 11 розыгрышах чемпионата мира, из них дважды (в 2002 и 2003 годах) — в «элитном» дивизионе.